# Габсельга
Га́бсельга (карел. Huabuselgy) — деревня в составе Повенецкого городского поселения Медвежьегорского района Республики Карелия Российской Федерации.

## Общие сведения
Расположена на федеральной автодороге А119 «Вологда — Медвежьегорск».
Деревянная часовня в Габсельге, построенная в конце XVII—начале XVIII века, была утрачена в 1930-е годы во время строительства Беломоро-Балтийского канала.

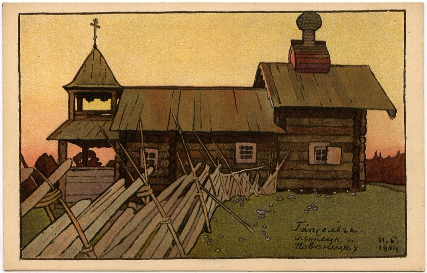

## Население
Численность населения в 1905 году составляла 148 человек.
| 2002 | 2010 | 2013 |
| ---- | ---- | ---- |
| 7    | ↘3   | →3   |

## Улицы
- ул. Болотная